# ゴールデン・イヤリング

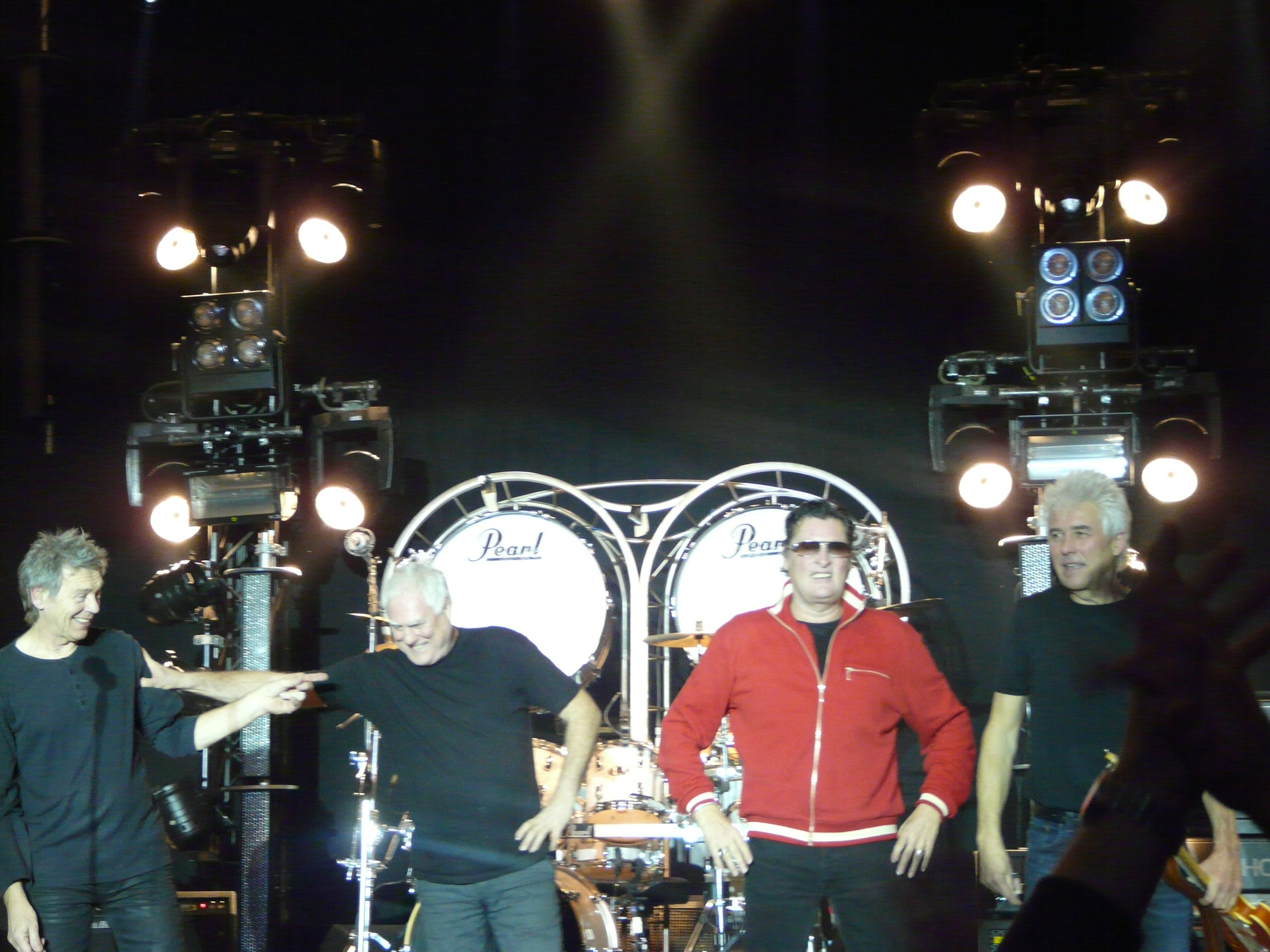
ゴールデン・イヤリングのステージ

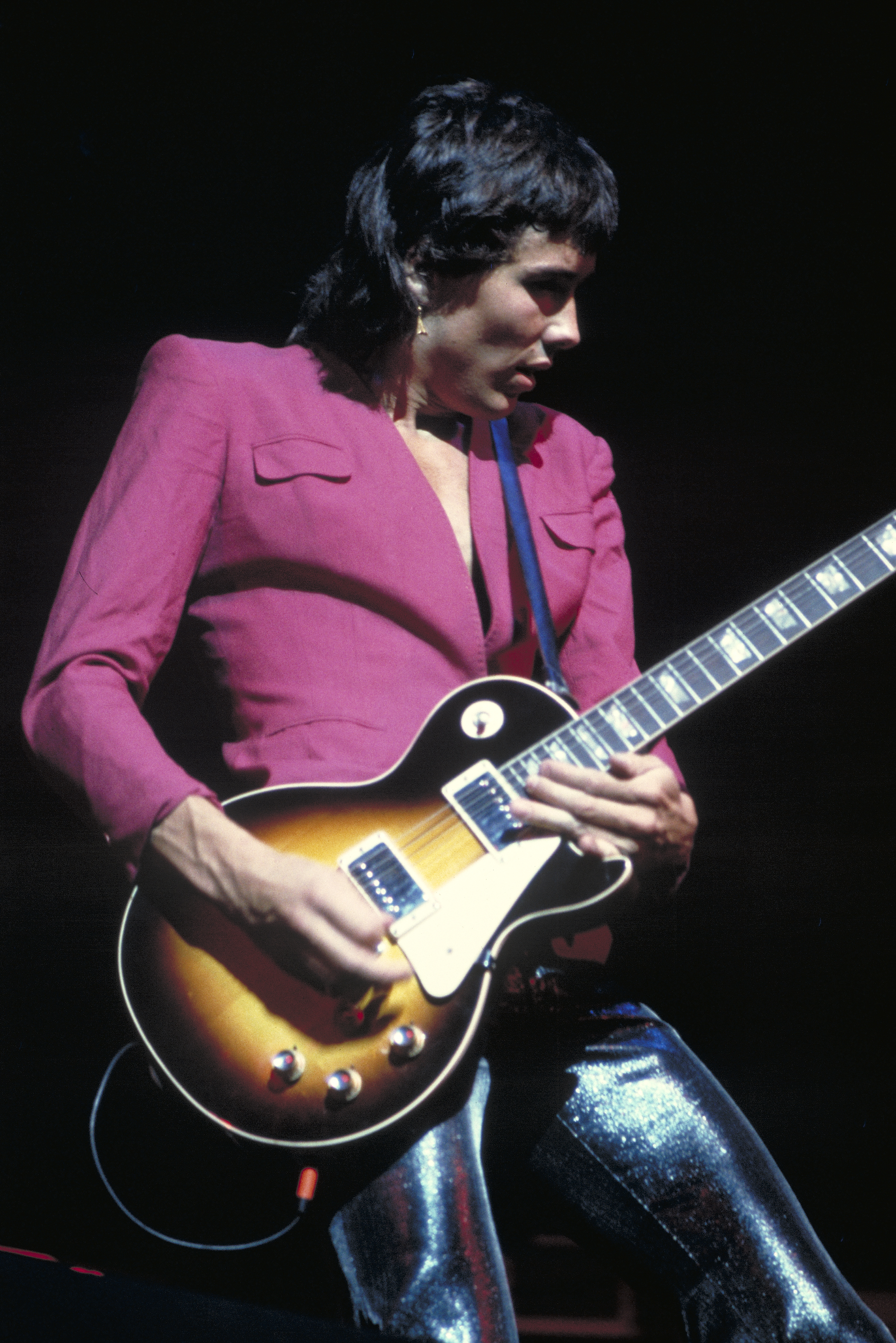
リード・ギターのジョージ・クーイマン（1974年）

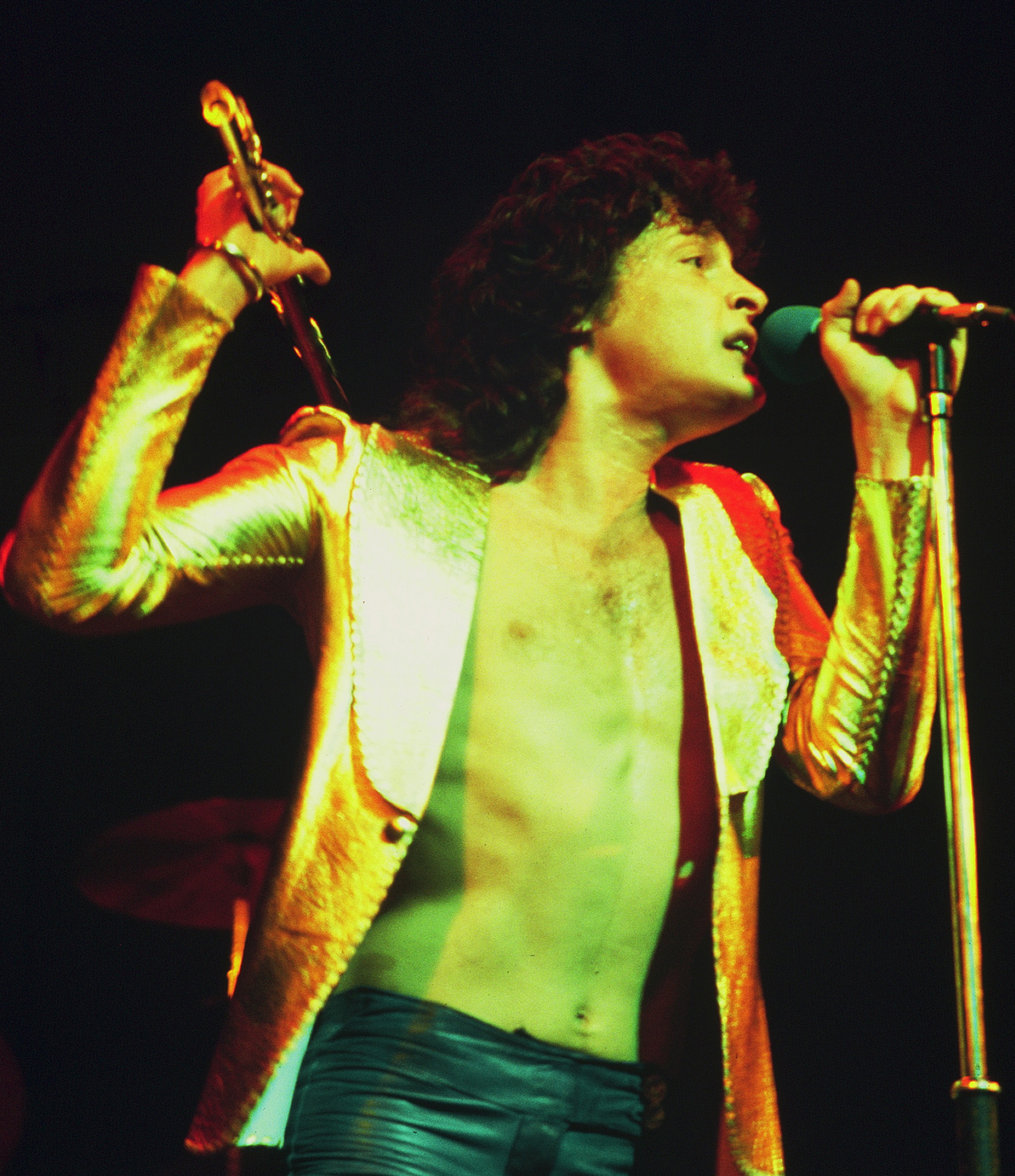
リード・ボーカルのバリー・ヘイ（1974年）

ゴールデン・イヤリング（Golden Earring）は、1961年にオランダで結成されたロック・バンド。メンバー入れ替えを繰り返しながら、世界的にも息の長い活躍を続けるバンドとして知られていた。2021年に解散。

## 略歴
1961年にジョージ・クーイマン、リアヌ・ジェリッツェンの2人を中心として結成。
1965年に初アルバム『Just Ear-rings』をリリース、1968年に「Please Go」がオランダで1位を記録、以降、オランダでは多数のヒットを記録する。
1974年には、「レーダー・ラヴ」がイギリスで7位、アメリカで13位を記録するヒットとなり、世界的な知名度を得る。また1983年には「トワイライト・ゾーン」がアメリカで10位を記録するなど、世界的な成功を収めている。
2021年、クーイマンが筋萎縮性側索硬化症を発症して引退し、同年2月5日にバンドの解散を発表。

## 主なメンバー
- リアヌ・ジェリッツェン（Rinus Gerritsen） : ベース
- ジョージ・クーイマン（George Kooymans） : ギター
- バリー・ヘイ（Barry Hay） : ボーカル
- セザー・ゾイデルウェイク（Cesar Zuiderwijk） : ドラムス

## ディスコグラフィ

### スタジオ・アルバム
- Just Ear-rings (1965年)
- Winter-Harvest (1967年)
- Miracle Mirror (1968年)
- On the Double (1969年)
- Eight Miles High (1969年)
- 『バック・ホーム』 - Golden Earring (1970年)
- Seven Tears (1971年)
- Together (1972年)
- 『ムーンタン』 - Moontan (1973年)
- 『スウィッチ』 - Switch (1975年)
- To the Hilt (1976年)
- Contraband (1976年)
- Grab It for a Second (1978年)
- No Promises...No Debts (1979年)
- Prisoner of the Night (1980年)
- 『トワイライト・ゾーン』 - Cut (1982年)
- N.E.W.S. (1984年)
- The Hole (1986年)
- Keeper of the Flame (1989年)
- 『ブラディ・パッカニアーズ』 - Bloody Buccaneers (1991年)
- Face It (1994年)
- Love Sweat (1995年)
- Paradise in Distress (1999年)
- Millbrook U.S.A. (2003年)
- The Long Versions (2008年)
- Tits 'n Ass (2012年)

### ライブ・アルバム
- Live (1977年)
- 2nd Live (1981年)
- Something Heavy Going Down (1984年)
- 『ザ・ネイキッド・トゥルース』 - The Naked Truth (1992年) ※アコースティック・アルバム
- Naked II (1997年) ※アコースティック・アルバム
- Last Blast of the Century (2000年)
- Naked III, Live at the Panama (2005年) ※アコースティック・アルバム
- Live In Ahoy (2006年)

### コンピレーション・アルバム
- Greatest Hits (1968年、Polydor)
- The Best of Golden Earring (1970年)
- Hearing Earring (1973年)
- Story (1977年)
- Greatest Hits, Vol. 3 (1981年)
- The Very Best, Vol. 1 (1988年)
- The Very Best, Vol. 2 (1988年)
- The Continuing Story of Radar Love (1989年)
- Radar Love (1992年)
- Best of Golden Earring (1994年)
- The Complete Naked Truth (1998年)
- 70s & 80s, Vol. 35 (1998年)
- Greatest Hits (2000年)
- The Devil Made Us Do It: 35 Years (2000年)
- Singles 1965-1967 (2002年)
- Bloody Buccaneers/Face It (2002年)
- 3 Originals (2003年)

### 主なシングル
- 「バディ・ジョー」 - "Buddy Joe" (1972年)
- 「レーダー・ラヴ」 - "Radar Love" (1973年)
- 「トワイライト・ゾーン」 - "Twilight Zone" (1982年)